# Matías Sánchez
Matías Ariel Sánchez (Temperley, Provincia de Buenos Aires, Argentina; 18 de agosto de 1987) es un exfutbolista argentino. Jugó como mediocampista central y su primer equipo fue Racing. Finalizó su carrera deportiva profesional en  Temperley.

## Trayectoria
De chico jugó en un club de baby fútbol llamado Olimpia, en Lomas de Zamora, más precisamente en la calle Saavedra y Oliden. Allí ganó dos torneos, uno de ellos, de juveniles. Tras su buen rendimiento, fue llevado a Banfield donde inició su carrera futbolística en cancha de 11, pero como quedó libre pasó a Independiente, donde se desarrolló con gran esplendor futbolístico, pero debido a problemas de ubicación y transporte, al cual se le dificultaba ir, decidió cambiar de vereda para pasar a Racing, y luego de unos años formó parte de la Sexta Especial (Sexta División que ganó 2 títulos y estaba formada por el mismo Sánchez, Maxi Morález, Claudio Yacob, Gabriel Mercado, Gonzalo García y Sergio Romero, entre otros). Debutó en la derrota contra Boca Juniors 0-3 el 5 de marzo de 2006, jugando alrededor de 20 minutos. En el Clausura 2008, Matías jugó 15 de los 19 partidos. Disputó la Promoción 2008 contra Belgrano, superándolo con grandes actuaciones de Morález y Facundo Sava. 
Posteriormente fue transferido hacia Estudiantes de la Plata donde fue subcampeón de la Copa Sudamericana perdiendo la final en tiempo extra frente al Internacional de Brasil. En 2009, de la mano de Alejandro Sabella, gana la Copa Libertadores en una dura final contra el Cruzeiro de Brasil. Gracias a esa final ganada, participa del Mundial de Clubes, donde el equipo logró jugar la final frente al Barcelona de España, la cual fue victoria del equipo catalán por dos goles contra uno en el tiempo extra, y tras ir Estudiantes en ventaja durante la mayor parte del tiempo regular. En el 2010 es campeón del Torneo Apertura. 
A comienzos de 2014 fue fichado por Arsenal de Sarandí, donde dejó una buena imagen debido a su desempeño en la Copa Libertadores, haciendo historia en el club (primera vez en cuartos de final) y marcando un gol de 35 metros de distancia frente a Deportivo Anzoátegui. A mitad de dicho año firmó un contrato por dos años con Levadiakos de la Superliga de Grecia.
En el año 2015, Unión de Santa Fe se hizo con sus servicios. En febrero de 2016 pasó a Temperley, jugando en el club del que es hincha y cumpliendo un sueño que tenía desde que comenzó su carrera futbolística.
En febrero de 2024, decidió dejar la práctica profesional del fútbol.  

## Clubes
| Club                        | País           | Año       |
| --------------------------- | -------------- | --------- |
| Racing                      | Argentina      | 2005-2008 |
| Estudiantes de La Plata     | Argentina      | 2008-2012 |
| Columbus Crew               | Estados Unidos | 2013      |
| Columbus Crew Reserves      | Estados Unidos | 2013      |
| Arsenal de Sarandí          | Argentina      | 2014      |
| Levadiakos                  | Grecia         | 2014      |
| Unión de Santa Fe           | Argentina      | 2015      |
| Temperley                   | Argentina      | 2016-2017 |
| Melbourne Victory           | Australia      | 2017-2018 |
| San Martín de San Juan      | Argentina      | 2018-2019 |
| Gimnasia y Esgrima de Jujuy | Argentina      | 2020      |
| Brown de Adrogué            | Argentina      | 2020-2022 |
| Temperley                   | Argentina      | 2023-2024 |

## Selección nacional
Sánchez fue elegido para representar a Argentina en la Selección Sub-20: formó parte del equipo que jugó en 2007 el Sudamericano Juvenil de Paraguay, y del Seleccionado campeón de la Copa Mundial Sub-20 disputada en Canadá, jugando cinco partidos y consiguiendo el sexto título mundial Sub-20 de Argentina, junto a Morález (compañero de equipo y de inferiores), y además junto a Sergio Agüero (Manchester City) y Sergio Romero (Sampdoria y excompañero en Racing, entre otros). 

### Participaciones en Sudamericanos
| Sudamericano                | Sede     | Resultado  |
| --------------------------- | -------- | ---------- |
| Sudamericano Sub-20 de 2007 | Paraguay | Subcampeón |

### Participaciones en Copas del Mundo
| Copa Mundial                | Sede   | Resultado |
| --------------------------- | ------ | --------- |
| Copa Mundial Sub-20 de 2007 | Canadá | Campeón   |

## Estadísticas
- Actualizado al 12 de noviembre de 2023

### Clubes
| Club                              | Div.                | Temporada           | Liga | Liga | Copa Nacional | Copa Nacional | Copa Internacional | Copa Internacional | Total | Total |
| Club                              | Div.                | Temporada           | PJ   | G    | PJ            | G             | PJ                 | G                  | PJ    | G     |
| --------------------------------- | ------------------- | ------------------- | ---- | ---- | ------------- | ------------- | ------------------ | ------------------ | ----- | ----- |
| Racing Argentina                  |                     |                     |      |      |               |               |                    |                    |       |       |
| 1.ª                               | 2005/06             | 8                   | 1    | -    | -             | -             | -                  | 8                  | 1     |       |
| 1.ª                               | 2006/07             | 21                  | 0    | -    | -             | -             | -                  | 21                 | 0     |       |
| 1.ª                               | 2007/08             | 19                  | 0    | -    | -             | -             | -                  | 19                 | 0     |       |
| Total                             | Total               | 48                  | 1    | -    | -             | -             | -                  | 48                 | 1     |       |
| Estudiantes (LP) Argentina        |                     |                     |      |      |               |               |                    |                    |       |       |
| 1.ª                               | 2008/09             | 23                  | 0    | -    | -             | 17            | 0                  | 40                 | 0     |       |
| 1.ª                               | 2009/10             | 19                  | 0    | -    | -             | 7             | 0                  | 26                 | 0     |       |
| 1.ª                               | 2010/11             | 20                  | 1    | -    | -             | 3             | 0                  | 23                 | 1     |       |
| 1.ª                               | 2011/12             | 25                  | 0    | 1    | 0             | 2             | 1                  | 28                 | 1     |       |
| 1.ª                               | 2012/13             | 7                   | 0    | 0    | 0             | -             | -                  | 7                  | 0     |       |
| Total                             | Total               | 94                  | 1    | 1    | 0             | 29            | 1                  | 124                | 2     |       |
| Columbus Crew Estados Unidos      |                     |                     |      |      |               |               |                    |                    |       |       |
| 1.ª                               | 2013                | 14                  | 1    | 0    | 0             | -             | -                  | 14                 | 1     |       |
| Total                             | Total               | 14                  | 1    | 0    | 0             | -             | -                  | 14                 | 1     |       |
| Columbus Crew Res. Estados Unidos |                     |                     |      |      |               |               |                    |                    |       |       |
| 2.ª                               | 2013                | 6                   | 0    | -    | -             | -             | -                  | 6                  | 0     |       |
| Total                             | Total               | 6                   | 0    | -    | -             | -             | -                  | 6                  | 0     |       |
| Arsenal Argentina                 |                     |                     |      |      |               |               |                    |                    |       |       |
| 1.ª                               | 2013/14             | 7                   | 0    | -    | -             | 8             | 1                  | 15                 | 1     |       |
| Total                             | Total               | 7                   | 0    | -    | -             | 8             | 1                  | 15                 | 1     |       |
| Levadiakos · Grecia               |                     |                     |      |      |               |               |                    |                    |       |       |
| 1.ª                               | 2014/15             | 8                   | 0    | 3    | 0             | -             | -                  | 11                 | 0     |       |
| Total                             | Total               | 8                   | 0    | 3    | 0             | -             | -                  | 11                 | 0     |       |
| Unión Argentina                   |                     |                     |      |      |               |               |                    |                    |       |       |
| 1.ª                               | 2015                | 15                  | 0    | 1    | 0             | -             | -                  | 16                 | 0     |       |
| Total                             | Total               | 15                  | 0    | 1    | 0             | -             | -                  | 16                 | 0     |       |
| Temperley Argentina               |                     |                     |      |      |               |               |                    |                    |       |       |
| 1.ª                               | 2016                | 16                  | 1    | -    | -             | -             | -                  | 16                 | 1     |       |
| 1.ª                               | 2016/17             | 17                  | 0    | 1    | 0             | -             | -                  | 18                 | 0     |       |
| 2.ª                               | 2023                | 7                   | 0    | -    | -             | -             | -                  | 7                  | 0     |       |
| Total                             | Total               | 40                  | 1    | 1    | 0             | -             | -                  | 41                 | 1     |       |
| Melbourne Victory Australia       |                     |                     |      |      |               |               |                    |                    |       |       |
| 1.ª                               | 2017/18             | 25                  | 0    | -    | -             | -             | -                  | 25                 | 0     |       |
| Total                             | Total               | 25                  | 0    | -    | -             | -             | -                  | 25                 | 0     |       |
| San Martín (SJ) Argentina         |                     |                     |      |      |               |               |                    |                    |       |       |
| 1.ª                               | 2018/19             | 2                   | 0    | 0    | 0             | -             | -                  | 2                  | 0     |       |
| Total                             | Total               | 2                   | 0    | 0    | 0             | -             | -                  | 2                  | 0     |       |
| Gimnasia (J) Argentina            |                     |                     |      |      |               |               |                    |                    |       |       |
| 2.ª                               | 2019/20             | 4                   | 0    | -    | -             | -             | -                  | 4                  | 0     |       |
| Total                             | Total               | 4                   | 0    | -    | -             | -             | -                  | 4                  | 0     |       |
| Brown (A) Argentina               |                     |                     |      |      |               |               |                    |                    |       |       |
| 2.ª                               | 2020                | 6                   | 0    | -    | -             | -             | -                  | 6                  | 0     |       |
| 2.ª                               | 2021                | 24                  | 1    | -    | -             | -             | -                  | 24                 | 1     |       |
| 2.ª                               | 2022                | 25                  | 3    | 0    | 0             | -             | -                  | 25                 | 3     |       |
| Total                             | Total               | 55                  | 4    | 0    | 0             | -             | -                  | 55                 | 4     |       |
| Total en su carrera               | Total en su carrera | Total en su carrera | 318  | 8    | 6             | 0             | 37                 | 2                  | 361   | 10    |

### Selección
| Selección                                                         | Año                 | Amistosos | Amistosos | Sudamérica(1) | Sudamérica(1) | Mundial(2) | Mundial(2) | Total | Total |
| Selección                                                         | Año                 | PJ        | G         | PJ            | G             | PJ         | G          | PJ    | G     |
| ----------------------------------------------------------------- | ------------------- | --------- | --------- | ------------- | ------------- | ---------- | ---------- | ----- | ----- |
| Sub-20 Argentina                                                  |                     |           |           |               |               |            |            |       |       |
| 2007                                                              | -                   | -         | 9         | 0             | 5             | 0          | 14         | 0     |       |
| Total                                                             | -                   | -         | 9         | 0             | 5             | 0          | 14         | 0     |       |
| Total en su carrera                                               | Total en su carrera | -         | -         | 9             | 0             | 5          | 0          | 14    | 0     |
| (1) Incluye Sudamericano Sub-20. (2) Incluye Copa Mundial Sub-20. |                     |           |           |               |               |            |            |       |       |

## Palmarés

### Campeonatos nacionales
| Título           | Club                    | País      | Año    |
| ---------------- | ----------------------- | --------- | ------ |
| Primera División | Estudiantes de La Plata | Argentina | A-2010 |
| A-League         | Melbourne Victory       | Australia | 2018   |

### Copas internacionales
| Título              | Club                    | Sede           | Año  |
| ------------------- | ----------------------- | -------------- | ---- |
| Copa Mundial Sub-20 | Selección Argentina     | Canadá         | 2007 |
| Copa Libertadores   | Estudiantes de La Plata | Belo Horizonte | 2009 |

### Otros logros
- Subcampeón de la Copa Sudamericana 2008 con Estudiantes de La Plata.
- Subcampeón de la Copa Mundial de Clubes de la FIFA 2009 con Estudiantes de La Plata.
- Subcampeón de la Recopa Sudamericana 2010 con Estudiantes de La Plata.